# Algemene sportvereniging UVV
Algemene sportvereniging UVV (asv UVV) is een sportvereniging uit de stad Utrecht, provincie Utrecht, Nederland. De vereniging ontstond uit een fusie tussen verschillende sportverenigingen op 15 september 1902. De club telt afdelingen voor basketbal, honk- en softbal, tennis, voetbal en volleybal. In 2005 is de club verhuisd naar Sportpark 'de Paperclip', gelegen tussen het Máximapark te Vleuten en het Utrechtse stadsdeel Leidsche Rijn.

## Historie
Voorwaarts (opgericht 15 mei 1893) en JEMCA (opgericht 1895) waren de twee verenigingen die aan de wieg stonden van het ontstaan van asv UVV. Zij fuseerden op 23 mei 1896 in J.V. (JEMCA-Voorwaarts). In 1898 sloot UNI (opgericht 1896) zich bij de fusieclub aan en ging de vereniging per 1 mei verder onder de naam Jong Vitesse (hierdoor bleef de afkorting J.V. gehandhaafd). Op 21 september 1901 werd 'Jong' uit de naam geschrapt en ging de club verder als Vitesse. De laatste club die zich bij het trio voegde was voetbalclub Victoria (opgericht 1900), en dit leidde tot de huidige naam asv UVV.

## Honk- en softbal
Het eerste mannenhonkbalteam wordt sinds 2019 gecoacht door Frank Koene. Het team kwam van 1960-1961, in 1963, van 1977-1988 en van 2011-2017 uit in de Honkbal hoofdklasse, de hoogste divisie in Nederland. In 2018 tot en met 2022 komt het team uit in de overgangsklasse. Voor de seizoenen 2016-2018 komt het eerste team uit onder de sponsornaam Pickles UVV. Van 1974-1993 speelde het als Ola UVV competitie. In seizoen 2022 werd het eerste mannenhonkbalteam kampioen in de overgangsklasse en promoveerde, na toestemming van de KNBSB, naar de (gesloten) Hoofdklasse.
Het eerste vrouwensoftbalteam wordt sinds 2021 gecoacht door Robin Stoevelaar. UVV Dames 1 komt na degradatie sinds 2016 uit in de "Softbal Silver League" op het tweede niveau in Nederland. In seizoen 2022 werd het eerste vrouwensoftbalteam tweede in de overgangsklasse, hiermee promoveerden zij naar de hoofdklasse waarin zij vanaf seizoen 2023 zullen deelnemen.
Het tweede vrouwensoftbalteam is een combinatieteam tussen UVV en Centrals uit de Bilt. Dit team geldt als opleidingsteam voor het eerste vrouwenteam en bestaat vooral uit talenten. Dit team komt uit op het derde landelijke niveau, de tweede klasse. Dit team wordt sinds het komende seizoen, gecoacht door Hans Konings.

## Tennis
De tennistak heeft de beschikking over zes smashcourtbanen, en speelt met tien competitieteams in verschillende klassen in de regionale competitie.

## Voetbal
De voetbaltak kent zowel een zaterdag- als een zondagafdeling. Het zondagstandaardelftal bij de mannen speelt in de Vierde klasse in het Nederlands amateurvoetbal (seizoen 2020/21).
UVV heeft in het verleden enkele bekende spelers bij de club gehad, waaronder Marco van Basten (jeugd), John van Loen (jeugd) en Piet van Reenen, die later topschutter aller tijden werd bij Ajax.
UVV was in 1917 de eerste club uit de stad en provincie Utrecht die zich kwalificeerde voor de kampioenscompetitie om de landstitel. UVV werd hierin tweede achter oostelijk kampioen Go Ahead Eagles. 

### Competitieresultaten 2000–2015 (zaterdag)
| 2 7A |

| 9 6B |

| 1 5C |

| 8 4G |

| 10 4G |

| 7 4H |

| 2 4H |

| 6 3D |

| 7 2B |

| 9 2B |

| 4 2B |

| 3 2B |

| 6 2B |

| 9 2B |

| 10 2B |

| 13 2B |

2006: de beslissingswedstrijd op 2 mei bij USV Elinkwijk om het klassekampioenschap in zaterdag 4H werd met 4-0 gewonnen van DHC '04.
| Tweede klasse | Derde klasse   |
| Vierde klasse | Vijfde klasse  |
| Zesde klasse  | Zevende klasse |

### Competitieresultaten 1904–2018 (zondag)
| 1 3A |

| 6 2B |

| 3 2B |

| 4 2B |

| 8 2B |

| 4 2B |

| 5 2B |

| 1 2C |

| 1 2C |

| 6 |

| 6 |

| 7 |

| 1 |

| 7 1A |

| 9 1A |

| 6 |

| 4 |

| 8 |

| 12 |

| 7 |

| 9 |

| 9 |

| 6 |

| 9 |

| 10 |

| 10 2B |

| 5 3D |

| 4 3D |

| 1 3C |

| 1 3C |

| 3 2B |

| 7 2A |

| 7 2B |

| 4 2B |

| 1 2A |

| 3 D |

| 3 2A |

| 1 2A |

| 6 2A |

| 3 2A |

|  |

| 3 2B |

| 2 2B |

| 1 2B |

| 5 2B |

| 6 2A |

| 7 2A |

| 4 2B |

| 3 2A |

| 6 2B |

| 4 2A |

| 4 1A |

| 7 1A |

| 9 1A |

| 9 1A |

| 2 1A |

| 10 1A |

| 6 1A |

| 12 1A |

| 4 2B |

| 1 2B |

| 12 1A |

| 4 2B |

| 5 2B |

| 4 2B |

| 3 2B |

| 3 2B |

| 8 2B |

| 4 2B |

| 8 2B |

| 7 2B |

| 9 2B |

| 2 2B |

| 3 2B |

| 2 2B |

| 8 2B |

| 11 2B |

| 2 3D |

| 5 3D |

| 6 3D |

| 2 3D |

| 1 3D |

| 3 3D |

| 2 3D |

| 3 3D |

| 1 3D |

| 1 2B |

| 7 1A |

| 1 1A |

| 11 A |

| 13 A |

| 10 1A |

| 12 2B |

| 3 3D |

| 3 3D |

| 6 3D |

| 3 3D |

| 4 2A |

| 11 2A |

| 5 3D |

| 6 3D |

| 5 3D |

| 7 3D |

| 10 3D |

| 7 4G |

| 3 4G |

| 3 4F |

| 9 4G |

| 6 4G |

| 5 4H |

| 13 4H |

| 6 4H |

| 2 4G |

| 4 4H |

| - 3D |

| Hoofdklasse | Eerste klasse | Tweede klasse | Derde klasse | Vierde klasse | Noodcompetitie |

In elke staaf van de grafiek staat van boven naar beneden vermeld: 
- Eindnotering

Dit is de positie die de club heeft bereikt in de competitie, zonder eventuele beslissings-, play-off- of nacompetitiewedstrijden die nodig zijn geweest om bijvoorbeeld de kampioen van de competitie te bepalen.
Indien een * achter het getal staat is de notering een tussenstand en kan het zijn dat de notering niet overeenkomt met de uiteindelijke eindstand van de competitie.
Staat er een - dan is het seizoen nog bezig en is er geen definitieve uitslag bekend.
Staat er xx op de positie van de notering, dan heeft de club vroegtijdig de competitie verlaten. Dit kan onder andere komen door terugtrekking van het team, faillissement van de club of door een uitgedeelde straf van de KNVB. In veel gevallen staat elders in het artikel de reden vermeld.
Staat er een ? dan is het resultaat uit het verleden onbekend, en is alleen de competitie of het niveau bekend van dat seizoen.
In de seizoenen 2019/20 en 2020/21 werd wegens de coronacrisis het amateurvoetbal afgebroken. Daardoor kennen deze staven geen eindklassering (middels -- weergegeven).
- Competitieniveau en afdelingsletter of Officiële eindstand Eredivisie
  - Competitieniveau en afdelingsletter

Hierbij geeft het getal het niveau weer, dat ook terug te vinden is in de legenda. De letter is de afdelingsaanduiding en wordt gebruikt wanneer er meer afdelingen zijn op hetzelfde niveau. De afdelingsletter is altijd een hoofdletter en wordt meestal zonder nummer gebruikt.
Voorbeeld: 2F is niveau 2e klasse competitie F.
Het competitieniveau en nummer wordt niet vermeld wanneer er slechts één competitie van dit niveau was.
  - Officiële eindstand Eredivisie (getal staat tussen haakjes vermeld)

Sinds de introductie van play-offwedstrijden voor Europees voetbal na afloop van de reguliere competitie in 2005/06, is de KNVB verplicht een eindstand van de Eredivisie door te geven aan de UEFA aan de hand van deze play-offwedstrijden.
Bij deze eindstand staan clubs die zich hebben gekwalificeerd voor Europees voetbal hoger dan clubs die zich niet wisten te kwalificeren. Indien er geen verschil was tussen de eindnotering en de officiële eindstand, staat dit getal niet vermeld.

- Onderafdeling

Hier staat afgekort de naam van de onderafdeling indien de club in dat jaar in een onderafdeling uitkwam. Tevens staat deze afkorting in de legenda en wordt gelinkt naar het artikel over deze onderafdeling. Deze afkorting wordt alleen vermeld wanneer de club in het verleden in verschillende onderafdelingen heeft gespeeld. Deze vermelding is in de staaf altijd in kleine letters. Deze onderafdelingen zijn na het seizoen 1995/96 afgeschaft. Heeft de club in slechts één onderafdeling gespeeld, dan is dit alleen terug te vinden in de legenda.
Onder de staaf staat het jaartal vermeld waarin het seizoen is afgesloten. 15 verwijst naar het seizoen 2014/15 of eventueel het seizoen 1914/15.
Wanneer een staaf leeg is, zijn deze gegevens niet bekend. Het kan ook zijn dat de club dat seizoen niet heeft meegespeeld op het hogere amateurniveau, vroegtijdig de competitie heeft verlaten of uit de competitie is gezet.

In het seizoen 1944/45 was er wegens de Tweede Wereldoorlog geen regulier competitievoetbal.

### Bekende (oud-)spelers
- Marco van Basten
- David Buitenweg
- Wout Buitenweg
- Harry van den Ham
- John van Loen
- Piet van Reenen
- Alje Schut
- Jan Vos
- Atam Koroglu
- Jan Willem van Ede
- Erik Tammer
- Chris Walder

VVU Ardahanspor · DESTO · Domstad Majella · DVSU · UCS EDO · USV Elinkwijk · Eminent Boys · Faja Lobi KDS · USV Hercules · SV HMS · Hyenas FC · SV Kampong · VV Kismet · VV De Meern · SV Nieuw Utrecht · VV Odin · Odysseus '91 · SV Overvecht/De Dreef  · ksv PVC · PVCV Vleuten · SV Rivierwijkers · Sporting '70 · VV Sterrenwijk · FC Utrecht · SV Utrecht United · UVV · SV Vechtzoom · VV Voorwaarts · VSC · VVJ · Zwaluwen Utrecht 1911